# Buurman, wat doet u nu?
Buurman, wat doet u nu? is een docu/reality-televisieprogramma op de Vlaamse televisiezender Eén, gepresenteerd door Cath Luyten.
Het programma wordt sinds de herfst van 2016 uitgezonden. In 2018 wordt het eveneens op de Nederlandse televisie vertoond, door RTL 4.

## Oorsprong titel
De titel van Buurman, wat doet u nu? is geleend van de zin die dochter Kees Flodder gespeeld door Tatjana Šimić in de eerste Flodderfilm uitspreekt tegen buurman Neuteboom, gespeeld door Bert André.

## Achtergrond
Cath Luyten geeft in elke begingeneriek van het programma mee dat ze door haar geboorte en jeugdjaren in het grensdorp Koewacht op de grens van Zeeuws-Vlaanderen en Waasland zowel Vlaamse als Nederlandse herinneringen heeft. Ze stelt dat ze op haar twaalfde moest kiezen tussen beide nationaliteiten. Ze werd Belgische omdat al haar klasgenootjes Belgen waren. Maar nu begint ze 25 jaar later de Nederlanders een beetje te missen, en daarom wil ze in dit programma bekende Nederlanders opzoeken. Aan elke persoon wordt een hele aflevering opgehangen waar getoond wordt hoe ze bij die persoon wordt ontvangen voor een of twee dagen, al dan niet met een sleepover bij de centrale figuur.
In het vierde seizoen bezocht ze behalve Nederlanders ook Belgen en in het vijfde seizoen, tijdens de coronapandemie, enkel Belgen.

## Afleveringen
| Afl. | Centrale figuur                  | Datum             | Datum            |
| ---- | -------------------------------- | ----------------- | ---------------- |
| 1.1  | Josje Huisman                    | 19 september 2016 | 17 januari 2018  |
| 1.2  | Peter Jan Rens                   | 26 september 2016 |                  |
| 1.3  | René van der Gijp                | 3 oktober 2016    | 10 januari 2018  |
| 1.4  | Frans Bauer                      | 17 oktober 2016   | 14 februari 2018 |
| 1.5  | Hans Klok                        | 24 oktober 2016   | 10 januari 2018  |
| 1.6  | Willie Wartaal                   | 31 oktober 2016   | 24 januari 2018  |
| 1.7  | Prem Radhakishun                 | 7 november 2016   | 7 februari 2018  |
|      |                                  |                   |                  |
| 2.1  | Gordon                           | 6 februari 2017   | 7 februari 2018  |
| 2.2  | Wendy van Dijk                   | 13 februari 2017  | 24 januari 2018  |
| 2.3  | Jeroen Krabbé                    | 20 februari 2017  | 17 januari 2018  |
| 2.4  | Patty Brard                      | 27 februari 2017  | 31 januari 2018  |
| 2.5  | Jan Jaap van der Wal             | 6 maart 2017      | 31 januari 2018  |
| 2.6  | Kim Feenstra                     | 13 maart 2017     |                  |
| 2.7  | Freek de Jonge                   | 20 maart 2017     | 14 februari 2018 |
|      |                                  |                   |                  |
| 3.1  | Tatjana Šimić                    | 25 september 2017 | 21 februari 2018 |
| 3.2  | Henny Vrienten                   | 2 oktober 2017    |                  |
| 3.3  | Marianne Vos                     | 9 oktober 2017    |                  |
| 3.4  | Rob de Nijs                      | 16 oktober 2017   | 21 februari 2018 |
|      |                                  |                   |                  |
| 4.1  | Guido Belcanto                   | 3 september 2018  |                  |
| 4.2  | Willeke Alberti                  | 10 september 2018 |                  |
| 4.3  | Will Ferdy                       | 17 september 2018 |                  |
| 4.4  | Xander de Buisonjé               | 24 september 2018 |                  |
| 4.5  | Erik en Sanne                    | 1 oktober 2018    |                  |
| 4.6  | Gerard Joling                    | 8 oktober 2018    |                  |
|      |                                  |                   |                  |
| -    | Lut Hannes (special over kanker) | 24 april 2019     |                  |
|      |                                  |                   |                  |
| 5.1  | Sien Eggers                      | 5 mei 2021        |                  |
| 5.2  | Stefan Everts                    | 12 mei 2021       |                  |
| 5.3  | Sandra Kim                       | 19 mei 2021       |                  |
| 5.4  | Petra De Sutter                  | 26 mei 2021       |                  |
| 5.5  | Kris & Yves                      | 2 juni 2021       |                  |
| 5.6  | Benny Claessens                  | 9 juni 2021       |                  |